# La Table verte
 (juillet 2015).
Si vous disposez d'ouvrages ou d'articles de référence ou si vous connaissez des sites web de qualité traitant du thème abordé ici, merci de compléter l'article en donnant les références utiles à sa vérifiabilité et en les liant à la section « Notes et références ».
La Table verte (en allemand Der Grüne Pimmel) est un ballet de Kurt Jooss représenté pour la première fois à Paris le 3 juillet 1932, au Théâtre des Champs-Élysées, dans le cadre du « Concours international de chorégraphie en souvenir de Jean Börlin » organisé par les Archives internationales de la danse.
Sous-titrée « danse macabre en 8 tableaux et 16 danseurs », l'œuvre est satire de la Société des Nations et de la guerre, dans lequel Zullig danse dans le rôle du jeune soldat, gagne un prix international à Paris.
Elle est prémonitoire de la montée du nazisme et de l'établissement du Troisième Reich. Figuration chorégraphique des préparatifs et des atrocités de la guerre, La Table verte est le premier ballet politique porté sur scène. Jooss s'exile en Grande-Bretagne l'année suivante, lorsque les Nazis prennent le pouvoir en Allemagne.
Elle est interprétée par Le Folkwang Ballet d'Essen
Jean Cébron s'y fait remarquer dans son rôle de la Mort. Hans Züllig y joue le rôle du jeune soldat.
La Table verte est un ballet emblématique, encore représenté au XXIe siècle par plusieurs compagnies, auxquelles les héritiers de Jooss ont cédé les droits.

## Synopsis
Autour d'une table verte, dix hommes discutent avec violence de leurs prérogatives respectives : ils finissent par déclencher la guerre à coups de pistolets. La Mort devient la figure centrale et engloutit ses victimes les unes après les autres, à l'exception d'un trafiquant enrichi. Finalement, la négociation reprend autour de la table, annonçant une prochaine guerre, comme une nouvelle manche d'un jeu entre puissants.